# Phẫu thuật kéo dài chân
Phẫu thuật kéo dài chân là lĩnh vực y khoa liên quan đến phẫu thuật điều trị các ca chiều dài chân bị lệch hoặc phẫu thuật thẩm mỹ để tăng chiều cao. Ở Việt Nam, một phương pháp kéo dài chân dựa trên nguyên lí kết xương căng dãn, với lực căng dãn từ từ, tốc độ 1mm/ngày, qua khung cố định ngoài, ổ kéo dài tự liền xương mà không phải ghép xương.

## Phẫu thuật kéo dài chân

### Các phương pháp kéo dài chi trước Ilizarov
Phẫu thuật kéo dài chi để điều trị cho những người bị chênh lệch độ dài hai chi dưới đã được thực hiện từ cuối thế kỷ thứ 19 bởi một số phẫu thuật viên tiên phong như Langenbeck V. (1869), Hopkins (1889), Dmitriev A.C.(1891), Eiselberg (1897). Xương được cắt sau đó được kéo dài ngay trong lúc phẫu thuật. Tuy nhiên, mãi tới năm 1903, Codivilla A mới thực hiện ca kéo dài chi đầu tiên thành công. Phẫu thuật dường như tra tấn bệnh nhân với những tổn thương về da, thần kinh và nhổ điểm bám cơ, khớp giả, liền lệch hoặc thậm chí tử vong trên bàn mổ.

### Phương pháp kéo dài chi theo nguyên lí Ilizarov
Năm 1951, Ilizarov G.A. đã chế tạo ra khung cố định ngoài dạng vòng để điều trị gãy xương và để kéo dài chân. Ông đã xây dựng nguyên lý kết xương căng dãn với các kỹ thuật cắt vỏ xương, chờ đợi vài ngày, dùng khung cố định ngoài đàn hồi và kéo dãn từ từ ổ cắt xương với tốc độ 1mm/ngày, tì nén chi thể và tập vận động các khớp. Khi đó, kéo dài chi đã được thực hiện thành công mà không cần ghép xương. Năm 1971, Ilizarov.G.A.  đã thông báo kết quả kéo dài chi ở 215 bệnh nhân đạt mức kéo dài từ 3-24 cm, trong đó có 20 bệnh nhân có mức ngắn chi từ 9-24cm. Tuy nhiên, mãi tới năm 1981, phương Tây mới biết đến phương pháp kéo dài chi của Ilizarov. Trên cơ sở đó, nhiều tác giả đã kéo dài chân, nâng chiều cao cho người có tầm vóc thấp bằng khung cố định ngoài như: Aldegheri. (1988), Cattaneo. (1988), Bidwell. (2000), Catagni. (2005), Kitoh. (2007), Lie. (2009), Novikov, K. I. (2014),…
Phương pháp kéo dài chi của Ilizarov đã được ứng dụng rộng rãi trên toàn thế giới. Đây là phương pháp có thể đạt mức kéo dài chi cao, hầu hết không phải ghép xương, có thể kết hợp điều trị biến dạng trục của chi thể. Tuy nhiên, phương pháp này cũng có nhược điểm, đó là thời gian mang khung dài trung bình là 45,9 ngày/cm, khung cồng kềnh ảnh hưởng đến sinh hoạt người bệnh, nhiễm khuẩn  chân đinh gặp với tỷ lệ cao tới 36,2%, tỷ lệ nhiễm khuẩn sâu là 2,5%. Ngoài ra, một số  biến chứng hay gặp như co ngắn gân gót khi kéo dài cẳng chân, hạn chế gấp gối khi kéo dài đùi, lệch trục, sẹo xấu do chân đinh, tỷ lệ gãy xương sau tháo khung cố định ngoài tới 17/180 (9,3%)...
Kéo dài chân đã được chỉ định cho bệnh nhân có chênh lệch chiều dài  chi dưới từ 2cm trở lên, hoặc bệnh nhân có tầm vóc thấp có nguyện vọng nâng chiều cao.
Vào những năm 1990, sự phát triển các phương tiện kéo dài chân cũng như sự hình thành các phương pháp kéo dài chân dựa trên nguyên lý của Ilizarov như  kéo dài chân bằng kết hợp khung cố định ngoài và định nội tuỷ hoặc nẹp khóa, kéo dài chân bằng định nội tuỷ tự dãn,… đã làm cho kéo dài chân nâng chiều cao có kết quả tốt hơn, an toàn hơn.  

#### Kéo dài chân bằng khung cố định ngoài kết hợp với đinh nội tủy
Phương pháp này được Paley D. và Herzenberg thực hiện từ năm 1990 để kéo dài chân cho người chênh lệch chiều dài chi dưới và công bố năm 1997. Ông đóng định nội tuỷ có chốt, bắt 2 vít chốt ngang đầu trung tâm, đặt khung cố định ngoài sao cho các đinh của khung không chạm định nội tuỷ, sau đó cắt xương và căng dãn xương theo nguyên lý tạo xương căng dãn của Ilizarov. Khi hết giai đoạn căng dãn, ông bắt vít chốt ngoại vi của định nội tuỷ và tháo cố định ngoài. Tác giả thấy rằng, thời gian liền xương trung bình không khác nhau so với nhóm kéo dài chi bằng khung cố định ngoài, trong khi biến chứng ít hơn. Phương pháp này đã rút ngắn thời gian mang khung cố định ngoài, tránh được biến dạng trục hoặc gãy xương vùng căng dãn, bệnh nhân có thể tập phục hồi chức năng sớm và thuận lợi hơn. Phương pháp này đã được sử dụng rộng rãi để kéo dài chân điều trị chênh lệch chiều dài chi dưới. Nhiều tác giả đã áp dụng phương  pháp này để kéo dài chân nâng chiều cao như Park W.H., Watanabe K., Kim H., Bilen F, E., Sun, X. T., Kim S., Guo Q., Nguyễn Văn Lượng,,...
Tại Việt Nam, Nguyễn Văn Lượng là người tiên phong trong phẫu thuật kéo dài chân nâng chiều cao tại Việt Nam. Tác giả đã nghiên cứu chế tạo khung cố định ngoài dạng vòng với 2 vòng cung hở và 3 thanh dọc để kéo dài chân có ren ngược chiều nên có cả những ưu điểm của khung dạng vòng Ilizarov để kéo dài cẳng chân theo phương pháp trên. Năm 2016, tác giả đã công bố Luận văn Tiến sỹ Y học “Nghiên cứu kéo dài cẳng chân để nâng chiều cao bằng khung cố định ngoài cải biên kết hợp đinh nội tuỷ có chốt” và khung cố định ngoài trên đã được cấp bằng sáng chế độc quyền giải pháp hữu ích của Cục Sở hữu trí tuệ.
Kéo dài chân nâng chiều cao bằng kết hợp khung cố định ngoài và định nội tuỷ được thực hiện chủ yếu ở cẳng chân. Khung cố định ngoài hay dùng là khung dạng vòng, nó cho phép xuyên các đinh Kirschner nằm cách xa định nội tuỷ. Phương pháp này đã giảm thời gian mang khung cố định ngoài, hạn chế nhiễm khuẩn chân đinh, lệch trục, lún hoặc gãy ổ can xương sau khi tháo khung cố định ngoài. bệnh nhân sinh hoạt thoải mái hơn, tập phục hồi chức năng thuận lợi và sớm quay trở lại với hoạt động thường ngày. Tuy nhiên, phương pháp này chỉ được áp dụng ở bệnh nhân có ống tủy có kích thước không hẹp hơn định nội tuỷ và không có lệch trục lớn, đồng thời vẫn có nguy cơ nhiễm khuẩn sâu đòi hỏi phải có biện pháp đề phòng, theo dõi sát và xử trí kịp thời. Đây là phương pháp phổ biến hiện nay trên thế giới.

#### Kéo dài chân bằng khung cố định ngoài kết hợp nẹp khóa
Oh, C.W., Nguyễn Văn Lượng và cộng sự đã sử dụng nẹp khóa kết hợp khung cố định ngoài để kéo dài chân cho một số bệnh nhân chênh lệch chiều dài chi dưới vì bệnh nhân không thích hợp với sử dụng định nội tuỷ do còn sụn tiếp, biến dạng trục, ống tủy hẹp, cứng khớp...

#### Kéo dài chân bằng phương tiện kết xương bên trong
Vào đầu những năm 1990, định nội tuỷ có khả năng căng dãn đã được ứng dụng lâm sàng. Các đinh này được phân loại thành đinh tự dãn cơ học (đinh Albizzia,đinh ISKD) và đinh tự dãn điện tử như đinh Fitbone, đinh Precise...
Đinh Albizzia do Guichet J.M. chế tạo được dùng để kéo dài đùi. bệnh nhân tự căng dãn bằng cách xoay trong và ngoài chân 200, cứ 15 lần xoay sẽ căng dãn được 1mm. Tuy nhiên, đinh gây đau nhiều khi vận hành nên loại đinh này hiện nay không còn được sản xuất và sử dụng nữa.
Đinh ISKD được sử dụng từ năm 2001, có cơ chế hoạt động giống đinh Albizzia nhưng chỉ cần xoay chân 30  là căng dãn được. Tuy nhiên, kiểm soát tốc độ căng dãn khó khăn, nhiều biến chứng nên không còn sử dụng nữa.
Đinh Fitbone là định nội tuỷ có khả năng căng dãn xương bằng mô tơ. bệnh nhân kiểm soát mô tơ bằng hệ thống nhận và dẫn truyền tín hiệu được đặt dưới da. Có hai loại: Đinh Fitbone SAA (Slide Active Actuator), có đường kính 13mm, có thể kéo dài tới 85mm. Loại thứ 2 là đinh Fitbone TAA (Telescope Active Actuator) có đường kính ở phần thân là 11mm, nhưng ở phần gần khớp tới 12mm. Đinh có thể kéo dài xương đùi 88mm và xương chày 60mm. Nhiều nghiên cứu lâm sàng đã cho thấy tỷ lệ tin cậy và thành công cao hơn khi sử dụng đinh Fitbone trong kéo dài chân, tuy nhiên vẫn có biến chứng kẹt đinh, gãy đinh, chậm liền xương, hỏng mô tơ, chênh lệch chiều dài chi,...
Đinh Precise được sử dụng trên lâm sàng từ năm 2011, và đã được cải tiến dần. Hiện nay, đinh có 3 loại đường kính là 8,5mm; 10,5mm; 10,7mm; có khả năng kéo dài chân tới 8cm. Đinh hoạt động kéo dài chi dựa trên tương tác giữa nam châm của đinh nội tủy và dụng cụ điều khiển cầm tay. Dụng cụ điều khiển này sinh ra một từ trường mạnh, vì thế, việc điều khiển dụng cụ này thường được thực hiện bởi nhân viên y tế. Đinh Precice chỉ cho tì nén một phần (22-34kg) trong quá trình kéo dài xương.
Gần đây, đinh STRYDE có cơ chế hoạt động tương tự đinh Precice, nhưng có chất liệu là thép y tế nên chịu lực tì nén tốt hơn (68-113 kg), cho phép bệnh nhân đi lại tì nén hoàn toàn sau mổ. Tuy nhiên, đinh này đòi hỏi tốc độ kéo chậm hơn và liền xương chậm hơn.
Định nội tuỷ tự dãn điện tử là một lựa chọn tốt để kéo dài chân nâng chiều cao, bệnh nhân sinh hoạt thoải mái, thuận lợi cho tập phục hồi chức năng, tránh được các biến chứng do khung cố định ngoài. Tuy nhiên, nhược điểm của đinh này là giá thành đắt, vẫn có biến chứng kẹt đinh, gãy đinh,... Đinh có đường kính lớn, bé nhất là 8,5cm nên không áp dụng được cho nhiều bệnh nhân có tầm vóc thấp người Việt Nam. Loại đinh này đang được sử dụng nhiều ở một số nước phát triển và đang được nghiên cứu để hạn chế những nhược điểm của nó.